# Schmelz (Bad Berneck im Fichtelgebirge)
Schmelz ist ein Gemeindeteil der Stadt Bad Berneck im Fichtelgebirge im Landkreis Bayreuth (Oberfranken, Bayern). Schmelz liegt in der Gemarkung Escherlich.

## Geografie
Das Dorf bildet mit Escherlich im Westen eine geschlossene Siedlung. Es liegt am Schmelzbach, der etwas weiter östlich als linker Zufluss in den Weißen Main mündet. Die Bundesstraße 303 führt nach Bad Berneck (3,2 km nordwestlich) bzw. nach Glasermühle (6 km nordöstlich). Gemeindeverbindungsstraßen führen nach Escherlich (0,4 km südwestlich), nach Föllmarsberg (0,6 km nordöstlich) und nach Degmann (0,8 km östlich).

## Geschichte
Der Ortsname leitet sich von schmelzen ab und verweist auf Bergbautätigkeit zur Zeit der Ortsgründung.
Von 1797 bis 1810 unterstand Schmelz dem Justiz- und Kammeramt Gefrees. Infolge des Ersten Gemeindeedikts wurde Schmelz dem 1812 gebildeten Steuerdistrikt Goldkronach und der zugleich gebildeten Ruralgemeinde Escherlich zugewiesen. Im Zuge der Gebietsreform in Bayern wurde Schmelz am 1. Mai 1978 in Bad Berneck im Fichtelgebirge eingegliedert.

### Einwohnerentwicklung
| Jahr      | 001818 | 001819 | 001861 | 001871 | 001885 | 001900 | 001925 | 001950 | 001961 | 001970 | 001987 |
| Einwohner | 22     | 22     | 27     | 30     | 25     | 23     | 18     | 21     | 86     | 16     | 83     |
| Häuser    | 3      |        |        |        | 3      | 3      | 3      | 2      | 15     |        | 20     |
| Quelle    | [ 6 ]  | [ 9 ]  | [ 10 ] | [ 11 ] | [ 12 ] | [ 13 ] | [ 14 ] | [ 15 ] | [ 16 ] | [ 17 ] | [ 1 ]  |

## Religion
Schmelz ist evangelisch-lutherisch geprägt und nach St. Erhard (Goldkronach) gepfarrt.